# Cell Structure and Function
Cell Structure and Function is een internationaal, aan collegiale toetsing onderworpen open access wetenschappelijk tijdschrift op het gebied van de celbiologie. De naam wordt in literatuurverwijzingen meestal afgekort tot Cell Struct. Funct. Het wordt uitgegeven door de Japan Society for Cell Biology en verschijnt 2 keer per jaar. Het eerste nummer verscheen in 1975.